# ده دلي (ديناران)
ده دلي (بالفارسية: ده دلی) هي قرية تقع في إيران في قسم دیناران الريفي. يقدر عدد سكانها بـ 96 نسمة بحسب إحصاء 2016.